# Birgitta Schmücker
Birgitta Schmücker (* 30. Mai 1987) ist eine ehemalige deutsche Fußballspielerin.

## Werdegang
Der Abwehrspielerin begann ihre Karriere beim SC Borchen aus dem Kreis Paderborn. Im Jahre 2006 wechselte sie zum Zweitligisten FC Gütersloh, der sich drei Jahre später als FSV Gütersloh 2009 abspalten sollte. Mit den Gütersloherinnen gelang ihr in der Saison 2011/12 der Aufstieg in die Bundesliga. Ihr erstes Bundesligaspiel absolvierte sie am 9. September 2021 beim 4:0-Sieg gegen den VfL Sindelfingen. Am Saisonende stieg die Mannschaft als Tabellenletzter wieder ab. Brigitta Schmücker absolvierte alle 22 Bundesligaspiele der Saison. Ihr einziges Bundesligator erzielte Schmücker am 10. April 2013 bei der 3:7-Niederlage beim FCR 2001 Duisburg, als sie in der 47. Minute zum zwischenzeitlichen 3:4 verkürzte. Anschließend spielte sie bis 2021 für die Gütersloherinnen in der 2. Bundesliga. Danach kam sie noch für die zweite Mannschaft zum Einsatz, bevor sie im Jahre 2023 ihre Karriere beendete. Insgesamt absolvierte Birgitta Schmücker 256 Einsätze für Gütersloh und erzielte dabei 46 Tore.